# La Saira
La Saira es una entidad de población española del municipio de Almacellas, perteneciente a la provincia de Lérida, en la comunidad autónoma de Cataluña.

## Toponimia
El lugar puede aparecer referido como «La Saira», «La Zayra» y «Almacelletas».

## Historia
Hacia mediados del siglo XIX, el lugar ya pertenecía a Almacellas. Aparece descrito en el segundo volumen del Diccionario geográfico-estadístico-histórico de España y sus posesiones de Ultramar de Pascual Madoz con las siguientes palabras:

ALMACELLETAS (conocido ant. con el nombre de LA ZAYRA): ald. de la prov., adm. de rent. y part. jud. de Lérida, jurisd. y parr. de Almacellas, en cuyo térm. se halla enclavada, formando parte integrante del mismo (V.).
(Madoz, 1845, p. 16)

En 2022, la entidad singular de población tenía empadronados 56 habitantes y el núcleo de población, ninguno.